# Waleri Kondratjew
Waleri Kondratjew (russisch Валерий Кондратьев) ist ein ehemaliger sowjetischer Skispringer.

## Werdegang
Kondratjew startete bei der Vierschanzentournee 1956/57 zu seinem ersten internationalen Wettbewerb. Dabei startete er ausschließlich beim Neujahrsspringen auf der Großen Olympiaschanze in Garmisch-Partenkirchen, in dem er beim Sieg seines Landsmanns Nikolai Kamenski mit Rang 30 auf einem guten Platz im Mittelfeld landete. In der Gesamtwertung belegte er mit 181,5 Punkten Rang 56. Bei der Vierschanzentournee 1957/58 sprang er bei allen vier Springen. In Garmisch-Partenkirchen erreichte er mit Rang 18 sein bestes Einzelresultat. In der Gesamtwertung lag er am Ende auf dem 34. Platz.

## Erfolge

### Vierschanzentournee-Platzierungen
| Saison  | Platz | Punkte |
| ------- | ----- | ------ |
| 1956/57 | 56.   | 181,5  |
| 1957/58 | 34.   | 722,4  |